# Distribuzione Poisson-Gamma
In teoria della probabilità la distribuzione Poisson-Gamma è una distribuzione di probabilità discreta che svolge un importante ruolo nell'ambito dell'inferenza bayesiana. È la distribuzione di probabilità associata a una variabile casuale poissoniana, Poiss(λ), in cui  il parametro λ non è costante ma varia come una variabile casuale Gamma; in altre parole è una mistura di Poisson in cui il parametro λ ha distribuzione Gamma. Si tratta di una generalizzazione della distribuzione casuale binomiale negativa al caso di parametri non interi.
La funzione di probabilità è data da
{\displaystyle P(X=x|a,b,\nu )=\left({\frac {b}{b+\nu }}\right)^{a}{\frac {1}{\Gamma (a)}}{\frac {\Gamma (a+x)}{x!}}\left({\frac {\nu }{b+\nu }}\right)^{x}}
dove {\displaystyle a>0} e {\displaystyle b>0}.
Il valore atteso è dato da
{\displaystyle E(X)=\nu {\frac {a}{b}}}
e la varianza
{\displaystyle Var(X)=a{\frac {\nu }{b}}\left(1+{\frac {\nu }{b}}\right)=E(X)\left(1+{\frac {\nu }{b}}\right)}
e dunque in questo caso la varianza è sempre maggiore del valore atteso, al contrario di guanto accade per la distribuzione di Poisson dove questi due parametri coincidono.
Nel caso particolare in cui {\displaystyle a} è un numero intero, si ha che {\displaystyle X+a\sim NBin\left(a,{\frac {b}{b+\nu }}\right)}, dove NBin indica la variabile casuale binomiale negativa, motivo per la quale la Poisson-Gamma può essere vista come la generalizzazione della binomiale negativa ai numeri reali.